# Costatrichia venezuelensis
Costatrichia venezuelensis är en nattsländeart som beskrevs av Oliver S. Flint Jr. 1981. Costatrichia venezuelensis ingår i släktet Costatrichia och familjen smånattsländor. Inga underarter finns listade i Catalogue of Life.